# Museo del Pan (Agdam)
El Museo del Pan de Agdam era un museo en Agdam, Azerbaiyán. Fue el segundo museo del pan del mundo. y el primero de la URSS. Fue destruido en 1992 durante el conflicto de Nagorno-Karabaj.

## Historia
La idea de crear un museo del pan es del primer secretario del comité del partido del distrito, Sadykh Murtuzayev. Las obras de reparación y restauración del molino que comenzaron en 1982 y finalizaron en 1983. El museo fue visitado por primera vez el 25 de noviembre de 1983.
Las Fuerzas Armadas de Armenia bombardearon el museo dos veces. Aunque el primer proyectil que impactó en la tercera sala de exposiciones no explotó. El segundo misil impactó el 12 de agosto de 1992 a las 16:40. Zahid Valiyev, el investigador jefe de la Fiscalía Interdistrital de Karabaj, dijo en los materiales del caso penal No. 64525 que el 12 de agosto de 1992, se disparó un misil desde las aldeas de Khanabad y Nakhchivanik de la antigua región de Askeran de Agdam. y uno de los misiles cayó sobre el Museo del Pan. Como resultado de la imposibilidad de extinguir el incendio resultante, se quemaron alrededor de 1500 objetos expuestos en el museo.

## Diseño
El museo se estableció sobre la base de un molino, que fue construido por Mohammad Garayev, uno de los descendientes más conocidos de la región a finales del siglo XIX. Fue protegido por el Estado como un monumento a la cultura local. Los diseños realizados por el museo fueron realizados por un equipo liderado por Eduard Krupkin, empleado del Departamento de Diseño Artístico del Ministerio de Cultura. La delegación estuvo encabezada por Sariya Ismayilova, jefa del departamento del museo. El museo constaba de tres secciones principales. La entrada se abría directamente a la sala de verano. Había una pequeña fuente en centro de la sala parcialmente cubierta. También era posible trasladarse al café "Sunbul", tanto a la cocina como a dos pequeños comedores. La sala de exposiciones estaba ubicada entrando en el vestíbulo y girando a la izquierda. También estaba la segunda entrada del museo, que conducía a la oficina de administración. Como la sala de exposiciones era alta, parte de ella se dividió en los pisos superiores. Había una sala administrativa de 20 metros cuadrados con un vestíbulo en el lado izquierdo de la puerta de entrada. Había una entrada al patio trasero del museo desde lo alto de ese lugar. En el museo, se guardaban objetos adicionales del museo. Los tableros de cerámica del interior del museo se hicieron para adaptarse a la atmósfera del molino. Se gastaron 80 mil rublos para los trabajos de diseño del interior del museo.

## Exhibiciones
La primera sala de exposiciones tenía una superficie de 80 m² (95,7 yd²) y la segunda de 30 m² (35,9 yd²). En la primera sala había un molino mecánico con capacidad para moler de 8 a 10 toneladas de trigo por día. Aquí también ese encuentra la limpiadora de granos "Trier", que se utilizaba en los años 30 del siglo pasado. En la segunda sala de exposiciones había demostraciones de instrumentos: alas, patas, loza, carros, molino artesanal (kirkira) del siglo II y un molinillo de granos llamado "charchar". La escalera de madera situada en el lado derecho del centro comercial servía para subir al segundo piso. Aquí se exponían productos elaborados con harina, incluidos panes horneados en Ganja, Nakhchivan, Karabaj, Georgia, Armenia, Daguestán y Samarcanda. Además, en la sala inferior se exponían ollas y utensilios de cocina antiguos. La siguiente sala estaba dedicada exclusivamente a temas de cultivo de cereales y la agricultura. Había varios tipos de grano, tarjetas de cereales, trigo y pan que se les dieron a los niños durante la guerra, así como el mapa de Azerbaiyán hecho de trigo.
También se instaló un equipo de molienda en la mesa de personal del museo. El objetivo era mantener el molino en buen estado de funcionamiento para poder ofrecer a los visitantes productos preparados. Los objetos más antiguos del museo eran granos de trigo del VII milenio antes de Cristo. Aunque el trigo fue presentado al museo por el académico Imam Mustafayev, los granos fueron descubiertos por el conocido arqueólogo, miembro correspondiente de la Academia Nacional de Ciencias de Azerbaiyán, el profesor Ideal Narimanov durante las excavaciones realizadas en la colina Chalaghan en la aldea de Afatli de Agdam. Posteriormente, solo se rescataron los granos de trigo endurecidos y fueron trasladados al Museo de Historia de Azerbaiyán por Chimnaz Aliyeva.